# 梁紹英
梁紹英（1933年—）生於台灣屏東縣，為傳統建築大木作匠師，也是客家匠師。經中華民國文化部於2017年登錄為重要文化資產保存技術-大木作技術保存者。
梁紹英其父梁錦祥亦為傳統建築大木作匠師，17歲開始學習傳統大木作，日治時期在營造廠工作，戰後繼續做傳統建築。為大木匠師徐清派下，執業範圍遍及台灣及澎湖各地。 其中，做過的傳建築修復案例有：新北市林口區竹林山觀音寺、屏東市慈鳳宮、屏東縣東港鎮東隆宮、苗栗縣通霄慈惠宮、新竹縣竹東大願寺、彰化縣竹塘慈航宮、屏東縣車城福安宮等。
梁紹英師承父親梁錦祥，是日治中期著名大木司傅葉金萬、徐清及其派下的傳承體系，梁紹英專長在大木作， 兼小木作及鑿花技術，並隨著營建材料及技術變遷，鑽研木造與 鋼筋混凝土結構工法的知識，從執篙師傅轉為寺廟工程設計監造。65 歲後，開始學習電腦繪圖。